# Melezzo Orientale
La Melezza, en Italie le Melezzo Orientale, est un torrent alpin de 40 km qui traverse la partie orientale du Val Vigezzo, dans la Province du Verbano-Cusio-Ossola, dans le nord de l’Italie ; et par les Centovalli du canton du Tessin, en Suisse. Appartenant au bassin du Pô, c'est un affluent de la Maggia qui se jette à son tour dans le Lac Majeur.
Ses sources se trouvent sur les pentes orientales de la Pioda di Crana. La rivière coule d’abord vers le Sud et forme la profonde vallée de l'Arvogno (une localité de la commune de Toceno) ; près de Santa Maria Maggiore, le parcours tourne vers l’Est et traverse les pentes douces de la haute plaine qui forme la partie centrale de la Val Vigezzo ; il est ensuite rejoint par le Loana à Malesco.
Après avoir traversé Re, la vallée se resserre et le torrent commence à traverser des gorges restreintes, entrant ainsi dans le territoire suisse, où il est simplement connu sous le nom de Melezza. Son parcours traverse ensuite les Centovalli et les municipalités de Borgnone, Palagnedra et Intragna. Ayant été rejoint par son principal affluent, l’Isorno, il se jette dans la Maggia à Losone, juste avant que celle-ci ne pénètre dans le Lac Majeur.
Un peu après la frontière italo-suisse, près de Palagnedra, un barrage a été construit de l'autre côté du fleuve dans les années 1951-1952 pour créer le lac de Palagnedra, un réservoir qui fournit de l'énergie hydroélectrique[réf. nécessaire].